# STS-115
是历史上第一百一十九次航天飞机任务，亞特蘭提斯號太空梭的第二十七次太空飞行，也是自2003年哥伦比亚号失事后美国航天飞机的第三次太空飞行。这次任务被认为是迄今为止难度最大的航天任务之一，任务目标是恢复国际空间站的建设。在前后三次太空行走中，阿特兰蒂斯号机组人员安装了重达将近16吨的3、4号舱之间的（P3/P4）桁架和第二套太阳能电池板，两者将使空间站的太阳能发电能力翻番并得以追踪太阳。
本次任务的指令长杰特说：“我们已为执行这项任务接受了4年的训练，但任务依然艰巨。”

## 任务成员
- 布伦特·杰特（Brent Jett，曾执行、以及任务），指令长
- 克里斯托弗·弗格森（Christopher Ferguson，曾执行以及任务），飞行员
- 约瑟夫·坦纳（Joseph R. Tanner，曾执行、以及任务），任务专家
- 丹尼尔·伯班克（Daniel C. Burbank，曾执行以及任务），任务专家
- 海德马里·斯特凡尼斯海宁-皮珀（Heidemarie M. Stefanyshyn-Piper，曾执行任务），任务专家
- 史蒂文·麦克莱恩（Steven MacLean，加拿大宇航员，曾执行以及任务），任务专家

## 过程
2006年9月9日美国东部时间（下同）11时15分，阿特兰蒂斯号航天飞机搭载6名机组人员从肯尼迪航天中心39B发射台成功升空。（页面存档备份，存于）9月11日6时48分，航天飞机顺利抵达国际空间站，完成对接。 Archive.today的存檔，存档日期2013-04-289月12日5时17分至11时43分，机组的两名宇航员进行升空后首次太空行走，任务主要是在被安装的结构组件之间铺设动力和数据电缆。9月13日，航天飞机的两名宇航员任务专家丹尼尔·伯班克和史蒂文·麦克莱恩顺利完成第二次太空行走，他们在国际空间站的新结构组件上安装了一个关键设备太阳阿尔法旋转接头。 Archive.today的存檔，存档日期2013-04-289月14日，航天飞机宇航员在空间站内遥控操作，成功地把新的太阳能电池板完全展开，铺设在新安装的结构组件上。9月15日6时至12时42分，航天飞机宇航员任务专家约瑟夫·坦纳和海德马里·斯特凡尼斯海宁-皮珀完成了第三次也是此次飞行的最后一次太空行走，在新的结构组件上安装了一个散热器和一根新的电视天线。 Archive.today的存檔，存档日期2013-04-289月21日6时21分，阿特兰蒂斯号航天飞机在肯尼迪航天中心着陆。 Archive.today的存檔，存档日期2013-04-28